# عیسی بن زاید آل نهیان
عیسی بن زاید آل نهیان پسر زاید بن سلطان آل نهیان رئیس پیشین امارات متحده عربی و برادر محمد بن زاید آل نهیان ولیعهد امیرنشین ابوظبی است.

## اتهام شکنجه‌گری
شبکه خبری ای‌بی‌سی در آوریل ۲۰۰۹ فیلمی را پخش کرد که در آن شیخ عیسی به همراه پلیس امارات دست و پاهای قربانی خود را که تاجر حبوبات اهل افغانستان است، می‌بندند و پس از ضرب و شتم وی بر زخم‌های او نمک می‌پاشند و اتومبیل خود را از روی بدن وی حرکت می‌دهند.
این فیلم توسط بسام نابلسی بازرگان اهل تگزاس و از مشاوران قدیمی خاندان آل نهیان به آمریکا قاچاق شده.
او اظهار داشته که برادرش به دستور شیخ عیسی این فیلم را گرفته، چرا که شیخ عیسی به دیدن تصاویر شکنجه علاقه زیادی دارد. نابلسی گفته که پلیس امارات او را نیز برای تحویل ندادن این فیلم به شیخ عیسی شکنجه کرده و از همین رو از شیخ عیسی و خاندان آل نهیان به دادگاهی در هوستون شکایت کرده‌است.
وزارت کشور امارات تأیید کرده شخصی که در این تصاویر دیده می‌شود همان شیخ عیسی است و اعلام داشته که پس از بازبینی فیلم به این نتیجه رسیده که «تمام قوانین، سیاست‌ها و روش‌های بازجویی توسط پلیس به درستی انجام شده‌است.» وزیر کشور امارات نیز یکی از برادران شیخ عیسی است.